# Consolida sulphurea
Consolida sulphurea là một loài thực vật có hoa trong họ Mao lương. Loài này được (Boiss. & Hausskn.) P.H.Davis mô tả khoa học đầu tiên năm 1965.